# تشابان السفلي (سقز)
قرية تشابان السفلي (بالكوردية: چاپان خواروو) هي إحدى القرى التابعة لـ امام في ريف قسم زیویه من مقاطعة سقز، في محافظة كردستان الإيرانية.
حسب إحصاءات سنة 2006، بلغ إجمالي السكان في تشابان السفلي 214 نسمة وعدد المساكن 48 مسكن. لغة سكان تشابان السفلي هي اللغة الكردية و هم من أهل السنة والجماعة والمذهب الشافعي